# 上志文駅

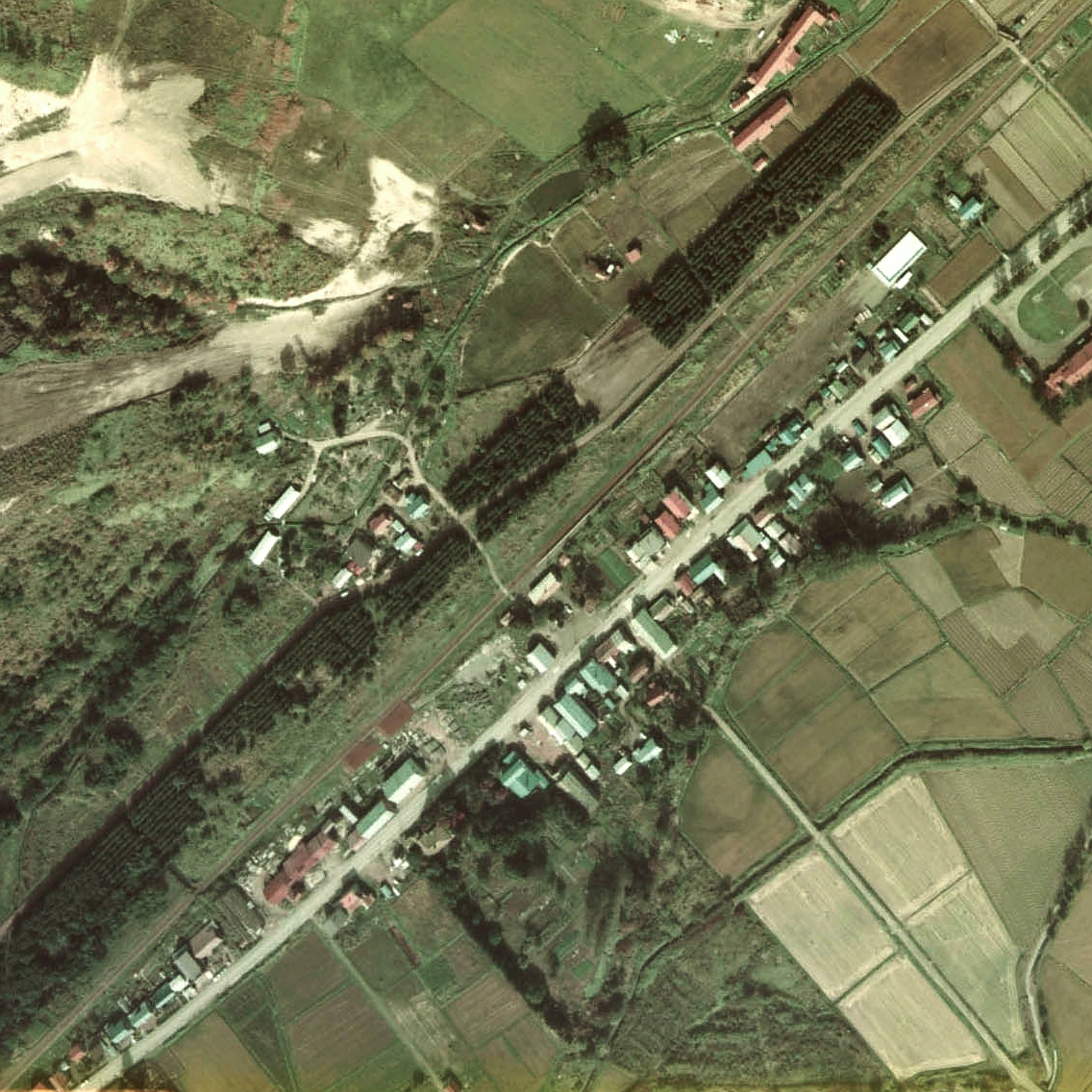
1976年の上志文駅と周囲500m範囲。左下が志文駅方面。かつては千鳥状にずれた単式ホーム2面2線と外側に副本線を有していた。島状の単式ホームが撤去されて棒線化されているが線形がそのままになっている。

上志文駅（かみしぶんえき）は、北海道岩見沢市上志文町にあった、日本国有鉄道（国鉄）万字線の駅（廃駅）である。電報略号はカシ。事務管理コードは▲132001。

## 歴史
- 1914年（大正3年）11月11日 - 国有鉄道万字軽便線志文駅 - 万字炭山駅間開通に伴い開業[3]。一般駅[1]。
- 1922年（大正11年）9月2日 - 線路名を万字線に改称、同線の駅となる[4]。
- 1955年（昭和30年） - 駅舎を新築[5]。
- 1962年（昭和37年）1月15日 - 貨物取扱い廃止[1]。
- 1970年（昭和45年）8月17日 - 荷物取扱い廃止[1][6]。同時に無人化[7]。簡易委託駅となる[8]。
- 1985年（昭和60年）4月1日 - 万字線の廃線に伴い廃止となる[1]。

### 駅名の由来
所在地名より。志文川の上流にあることから「上」を冠している。

## 駅構造
廃止時点で、単式ホーム1面1線を有する地上駅であった。ホームは線路の南側（万字炭山方面に向かって右手側）に存在した。
無人駅となっており、有人駅時代の駅舎が残っていたが、窓は塞がれていた。駅舎は構内の南側に位置しホームから少し離れており、通路で連絡した。
かつては大きく千鳥状に離れた単式ホーム2面2線と駅裏側に副本線、駅舎横志文側に貨物ホームと2本の引き込み線を有していた。

## 利用状況
1966年に岩見沢萩の山市民スキー場が開設されてからは「日本で最も駅に近いスキー場」として冬季は札幌から直接の臨時スキー列車も運行されるなど多くのスキー客などで賑わいをみせた。
- 1981年度の1日乗降客数は10人[11]。

## 駅周辺
- 上志文郵便局
- 岩見沢萩の山市民スキー場 - 万字線廃止前は駅前にあった[11]。
- 岩見沢市立メープル小学校
- ラジウム温泉 - 駅から東に約2 km[11]。
- きらく温泉 - 駅から南に約0.5 km[11]。
- 岩見沢市 東部丘陵線コミュニティバス「上志文中央」停留所

## 駅跡
ホーム及び線路など、大半の鉄道関連施設はスキー場に整地されたため撤去されたが、1999年（平成11年）時点では駅舎が萩の山市民スキー場の施設のひとつとして減築の上再利用されていた。2011年（平成23年）時点でも同様であった。
建物の前には「国鉄万字線 上志文駅跡」と記載された花崗岩の石碑が建立されている。

## 隣の駅
日本国有鉄道
万字線
志文駅 - 上志文駅 - 朝日駅